# Slåttmyrans naturreservat
Slåttmyrans naturreservat är ett naturreservat i Uppsala kommun i Uppsala län.
Området är naturskyddat sedan 2009 och är 74 hektar stort. Reservatet består av skog, sumpskogar och myrmarker med kärren Slåttmyran, Sågmyrorna och Nävermyran. 